# Chapelle Notre-Dame-de-l'Étoile de Bobigny
La chapelle Notre-Dame-de-l'Étoile est un lieu de culte catholique romain situé rue Moreau à Bobigny.

## Première chapelle
Cette chapelle prend son nom du hameau L'Etoile, où elle est sise. En 1937, l'abbé Laugeois y célébrait la messe de minuit dans une usine désaffectée. En 1938, une souscription est lancée qui mène à l'acquisition d'une ancienne usine par l'Œuvre des Chantiers du Cardinal.
La chapelle, dédiée à Notre-Dame de l'Étoile "Sancta Maria, Stella Matutina", est bénie par le cardinal Verdier le 22 janvier 1939. Elle est l'œuvre de l'architecte Paul Tournon, qui y associe béton pour l’ossature et moellon ou brique pour l’appareillage.
Cet édifice est hélas détruit par un incendie dans la nuit du 23 octobre 1978.

## Reconstruction
Au bout de trois années d'efforts, l'église est reconstruite par l'œuvre, et consacrée le 21 mars 1982 par le Père Chapellier.
C'est un bâtiment de briques avec un toit à deux versants, et un clocher moderne en métal qui flanque l'entrée. La chapelle, octogonale, se trouve à l'arrière.